# Pie floater
La pie floater est un mets originaire d'Australie-Méridionale. Il s'agit d'une variante de la tourte à la viande australienne qui flotte sur une soupe aux pois et qui est le plus souvent recouverte de sauce tomate.
En 2003, le National Trust of Australia reconnaît cette spécialité comme faisant partie du patrimoine national.